# Politelia
La politelia è la presenza, nei mammiferi tra cui l'essere umano, di uno o più capezzoli sovrannumerari. Vengono anche definiti capezzoli accessori o, nel linguaggio comune, terzo capezzolo. Possono essere presenti nella polimastia, ovvero la presenza di una mammella sovrannumeraria.

## Epidemiologia
L'incidenza della malformazione è difficilmente stimata. Alcuni autori segnalano una netta prevalenza nei maschi (frequenza di 1 ogni 18) rispetto alle femmine (frequenza 1 su 50), mentre altri segnalano una netta prevalenza nel sesso femminile, in particolare un rapporto 2 a 1 nelle donne caucasiche (2% di incidenza) e di 4 a 1 nelle donne asiatiche (5,2% nelle donne giapponesi). Inoltre si presenta molto più frequentemente nei neri, specialmente negli afroamericani.

## Patogenesi
Si tratta di una condizione generalmente sporadica, tuttavia nel 6% dei casi è riscontrabile una origine genetica, tipicamente di carattere autosomico dominante, specialmente nel tipo 5 della classificazione di Kajava.

## Clinica
Spesso scambiati per nei, si presentano solitamente lungo la linea mammaria, che decorre ad arco dal limite anteriore dell'ascella fino all'inguine, intersecando i capezzoli propri e avvicinandosi all'ombelico. Possono tuttavia presentarsi anche fuori dalla linea e sul dorso e in un numero che va da 3 a 10. Più raramente anche in altre parti del corpo, come la pianta del piede. Vengono identificati alla nascita, in diagnosi differenziale, oltre che con i nei, con neurofibromi, nevi e papillomi.

### Classificazione
Sono stati classificati in otto livelli a seconda della loro completezza istologica da Kajava nel 1915, tuttavia questa classificazione è ancora valida:
| Tipo                   | Presenza di tessuto ghiandolare | Capezzolo | Areola | Tessuto adiposo | Aggregati di peli |
| 1                      | √                               | √         | √      | √               |                   |
| 2                      | √                               | √         |        |                 |                   |
| 3                      | √                               |           | √      |                 |                   |
| 4                      | √                               |           |        |                 |                   |
| 5 (pseudomammella)     |                                 | √         | √      | √               |                   |
| 6 (politelia)          |                                 | √         |        |                 |                   |
| 7 (politelia areolare) |                                 |           | √      |                 |                   |
| 8 (politelia pilosa)   |                                 |           |        |                 | √                 |

I primi quattro tipi vengono classificati come polimastia per la presenza di tessuto ghiandolare mammario; gli ultimi quattro tipi sono invece classificati come politelia.

## Trattamento
La rimozione può avvenire mediante intervento chirurgico per motivi puramente estetici e psicologici.